# Dekanat Mielec Północ
Dekanat Mielec Północ – dekanat wchodzący w skład diecezji tarnowskiej. Powstał 10 października 1986 na mocy dekretu bpa Jerzego Karola Ablewicza. Pierwszym dziekanem był ks. Stanisław Jurek (proboszcz parafii św. Mateusza w Mielcu). Od 1996 dziekanem był ks. Józef Mróz (proboszcz parafii w Borowej). Obecnie dziekanem jest (od 2011) ks. Janusz Kłęczek (proboszcz parafii św. Mateusza w Mielcu), a wicedziekanem ks. Paweł Fałowski (proboszcz parafii Czermin).
W skład dekanatu wchodzą parafie:
- Borowa – Parafia św. Mikołaja Biskupa
- Chorzelów – Parafia Wszystkich Świętych
- Czermin – Parafia św. Klemensa
- Górki – Parafia Najświętszego Serca Pana Jezusa
- Mielec – Parafia św. Mateusza
- Mielec – Parafia Ducha Świętego
- Wola Mielecka – Parafia Bożej Opatrzności
- Rzędzianowice – Parafia św. Józefa Rzemieślnika
- Trzciana – Parafia Wniebowzięcia Najświętszej Maryi Panny
- Ziempniów – Parafia Podwyższenia Krzyża